# 太平湾水电站
太平湾水电站位于中国辽宁省丹东市振安区太平湾街道与朝鲜平安北道朔州郡方山里之间的鸭绿江上，是中朝两国合资兴建的大中型水利枢纽之一。水电站由中国建设和运营，电力资源两国共享。水电站由水利电力部东北勘测设计院（今中水东北勘测设计研究有限责任公司）勘测和设计，水利电力部第六工程局（今中国水利水电第六工程局有限公司）负责施工，工程于1982年开工，1987年竣工。坝址以上控制流域面积53576平方千米，总库容1.7亿立方米，大坝为混凝土重力坝，坝高31.5米，坝长1185.2米。电站装机容量19万kW，年均发电量7.7亿kW·h。电站目前由中国国网东北分部绿源水力发电公司太平湾发电厂负责运营管理。